# Hubertus Schwartz

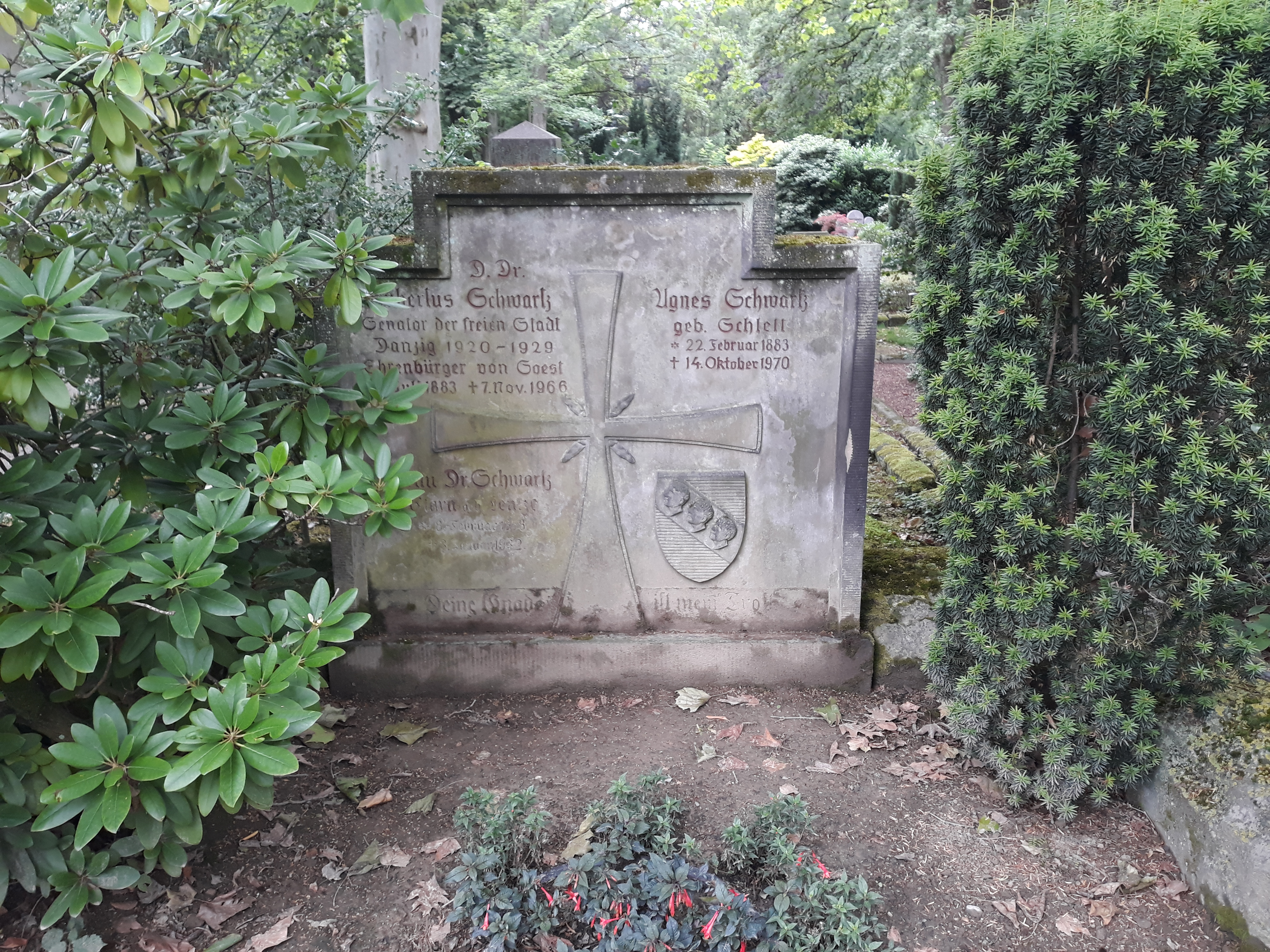
Das Grab von Hubertus Schwartz im Familiengrab auf dem Osthofenfriedhof Soest.

Hubertus Schwartz (* 5. Juli 1883 in Soest; † 7. November 1966 ebenda) war ein deutscher Verwaltungsjurist. Er war Senator der Freien Stadt Danzig sowie Landrat und Bürgermeister in Soest.

## Leben
Schwartz studierte Rechtswissenschaft an der Eberhard-Karls-Universität in Tübingen, sowie in Heidelberg und Münster. 1903 wurde er im Corps Borussia Tübingen aktiv. Nach der Eroberung Warschaus im August 1915 wurde er Mitarbeiter der deutschen Zivilverwaltung der Stadt. Von 1917 bis 1920 war er Stadtrat in Danzig. Nach der Bildung der Freien Stadt Danzig 1920 wurde er am 6. Dezember 1920 zum hauptamtlichen Senator für Kommunale Angelegenheiten im Senat Sahm I gewählt. Am 10. Dezember 1924 wurde er wiedergewählt. Mit der Senatsneuwahl nach der Volkstagswahl in Danzig 1927 schied er am 18. Dezember 1928 aus dem Senat aus. 1932 ließ er sich als Rechtsanwalt in Soest nieder. Im Juni 1934 wurde er zum ordentlichen Mitglied der Historischen Kommission für Westfalen gewählt. 1963 wurde er zudem Ehrenmitglied der Kommission.  Er war Vorsitzender des Soester Geschichtsvereins und des Vereins für Heimatpflege, sowie später Leiter des Burghofmuseums. Schwartz war Mitglied der CDU. Vom 29. Januar 1946 bis zum 29. Oktober 1948 war er Landrat des Landkreises Soest und von 1948 bis 1953 Bürgermeister von Soest. Er machte sich um den Wiederaufbau der zu ca. 60 % kriegszerstörten Altstadt verdient.
Er schrieb das mehrbändige Werk „Soest in seinen Denkmälern“.

## Ehrungen
- Eisernes Kreuz II. und I. Klasse
- Bundesverdienstkreuz I. Klasse (5. Juli 1953)
- Ehrendoktor der Evangelisch-Theologischen Fakultät der Westfälischen Wilhelms-Universität
- Ehrenbürger der Stadt Soest
  - Hubertus-Schwartz-Berufskolleg (bekannt als „Hubertus-Schwartz-Schule“)
  - Senator-Schwartz-Ring

## Werke
- Geschichte der Reformation in Soest. Rocholl, Soest 1932.
- Kurze Geschichte der ehemals freien Hansestadt Soest (Soester wissenschaftliche Beiträge, Bd. 1). Aschendorffsche Verlagsbuchhandlung, Münster 1949.
- Soester Chronik. Zugleich Bericht der Stadtverwaltung Soest über die Zeit vom 1. 4. 1942 bis 31. 3. 1948 (Soester wissenschaftlicher Beiträge, Bd. 4). Westfälische Verlagsbuchhandlung Mocker & Jahn, Soest 1951.
- Soest in seinen Denkmälern. 6 Bände, Soest 1955–1962
  - Band 1: Profane Denkmäler (Soester wissenschaftliche Beiträge, Bd. 14). Westfälische Verlagsbuchhandlung Mocker & Jahn, Soest 1955, Neuauflage 1977.
  - Band 2: Romanische Kirchen (Soester wissenschaftliche Beiträge, Bd. 15). Westfälische Verlagsbuchhandlung Mocker & Jahn, Soest 1956, Neuauflage 1978.
  - Band 3: Gotische Kirchen, Ergänzungen (Soester wissenschaftliche Beiträge, Bd. 16). Westfälische Verlagsbuchhandlung Mocker & Jahn, Soest 1957, Neuauflage 1979.
  - Band 4: Bildband in drei Teilen (Soester wissenschaftliche Beiträge, Bd. 17). Westfälische Verlagsbuchhandlung Mocker & Jahn
    - Teil 1: Stadtbild – Profanes. Soest 1958, Neuauflage 1977.
    - Teil 2: Kirchliche Baukunst – Bildhauerei. Soest 1959.
    - Teil 3: Malerei – Kleinkunst. Soest 1960.

  - Band 5: Die Kirchen der Soester Börde (Soester wissenschaftliche Beiträge, Bd. 20). Westfälische Verlagsbuchhandlung Mocker & Jahn, Soest 1961.
  - Band 6: Soester Wappenbuch. Die Wappen an den Denkmälern von Soest und der Börde (Soester wissenschaftliche Beiträge, Bd. 21). Westfälische Verlagsbuchhandlung Mocker & Jahn, Soest 1962.
- Die Pfarrkirche St. Mariae zur Höhe (Hohnekirche). Westfälische Verlagsbuchhandlung Mocker & Jahn, Soest 1956.
- St. Petrikirche. Evangelisch-lutherische Kirchengemeinde St. Petri, Soest 1961.
- Gesammelte Aufsätze. Westfälische Verlags-Buchhandlung Mocker & Jahn, Soest 1963.
- Soest. (Zusammen mit Albert Renger-Patzsch) Westfälische Verlags-Buchhandlung Mocker & Jahn, Soest 1963.
- Der heilige Patroklus. Festschrift zur Tausend-Jahrfeier der Reliquienübertragung nach Soest 1964. Soest 1964.
- Die Straßennamen der Stadt Soest. Stand vom 1. April 1966. Soest 1966.

## Archivmaterial
- Archivmaterialien zu den Familien Schwartz und Lentze